# Afonso Cunha
Afonso Cunha là một đô thị thuộc bang Maranhão, Brasil. Đô thị này có diện tích 371,247 km², dân số năm 2007 là 5653 người, mật độ 15,23 người/km².